# Miguel Larreynaga
Miguel Jerónimo Larreynaga y Silva, né le 29 septembre 1772 et mort le 28 avril 1847, est un philosophe, poète et avocat nicaraguayen. En 1818, il se rendit en Espagne avec d'autres personnalités pour demander l'indépendance des Provinces-Unies d'Amérique centrale, finalement obtenue en 1821. Il est représenté sur l'avers de la pièce de 10 córdobas nicaraguayens.